# اوپن‌اواس‌پی‌اف‌دی
اوپن‌اواس‌پی‌اف‌دی (به انگلیسی: OpenOSPFD) یک پیاده‌سازی آزاد و متن‌باز از پروتکل اواس‌پی‌اف است. اوپن‌اواس‌پی‌اف‌دی یکی از زیر پروژه‌های اوپن‌بی‌اس‌دی است و توسط این پروژه توسعه می‌یابد. اوپن‌اواس‌پی‌اف‌دی یک مجموعه نرم‌افزار مسیریابی شبکه است که به رایانه‌های همه‌منظوره و عادی اجازه می‌دهد تا بتوانند به عنوان یک مسیریاب مورد استفاده قرار گیرند و مسیرهای شبکه را با دیگر رایانه‌هایی که از پروتکل اواس‌پی‌اف پشتیبانی می‌کنند، تبادل کنند. 
اوپن‌اواس‌پی‌اف‌دی توسط Esben Nørby و Claudio Jeker برای اوپن‌بی‌اس‌دی نوشته شد. اوپن‌اواس‌پی‌اف‌دی دیمن همدم اوپن‌بی‌جی‌پی‌دی، دیگر دیمن مسیریابی اوپن‌بی‌اس‌دی است. این نرم‌افزار به عنوان جایگزینی برای Quagga نوشته شده است. کوآگا یک نرم‌افزار مسیریابی دیگر است که تحت پروانه جی‌پی‌ال عرضه می‌شود و این پروانه مورد تایید توسعه‌دهندگان اوپن‌بی‌اس‌دی نیست و با سیاست‌های این پروژه همخوانی ندارد. اوپن‌اواس‌پی‌اف‌دی در اوپن‌بی‌اس‌دی توسعه می‌یابد، اما پورت‌هایی از این برنامه برای فری‌بی‌اس‌دی و نت‌بی‌اس‌دی موجود است.

## اهداف
از جمله اهداف اوپن‌اواس‌پی‌اف‌دی می‌توان به ایمن بودن و غیر قابل اکسپلویت بودن، قابل اطمینان بودن، کوچک بودن، ساده بودن تنظیم و پیکربندی آن و ... اشاره کرد. سینتکس پیکربندی این برنامه طوری در نظر گرفته شده که هم قدرتمند باشد و هم برای بیشتر کاربران ساده باشد.